# Konik polski

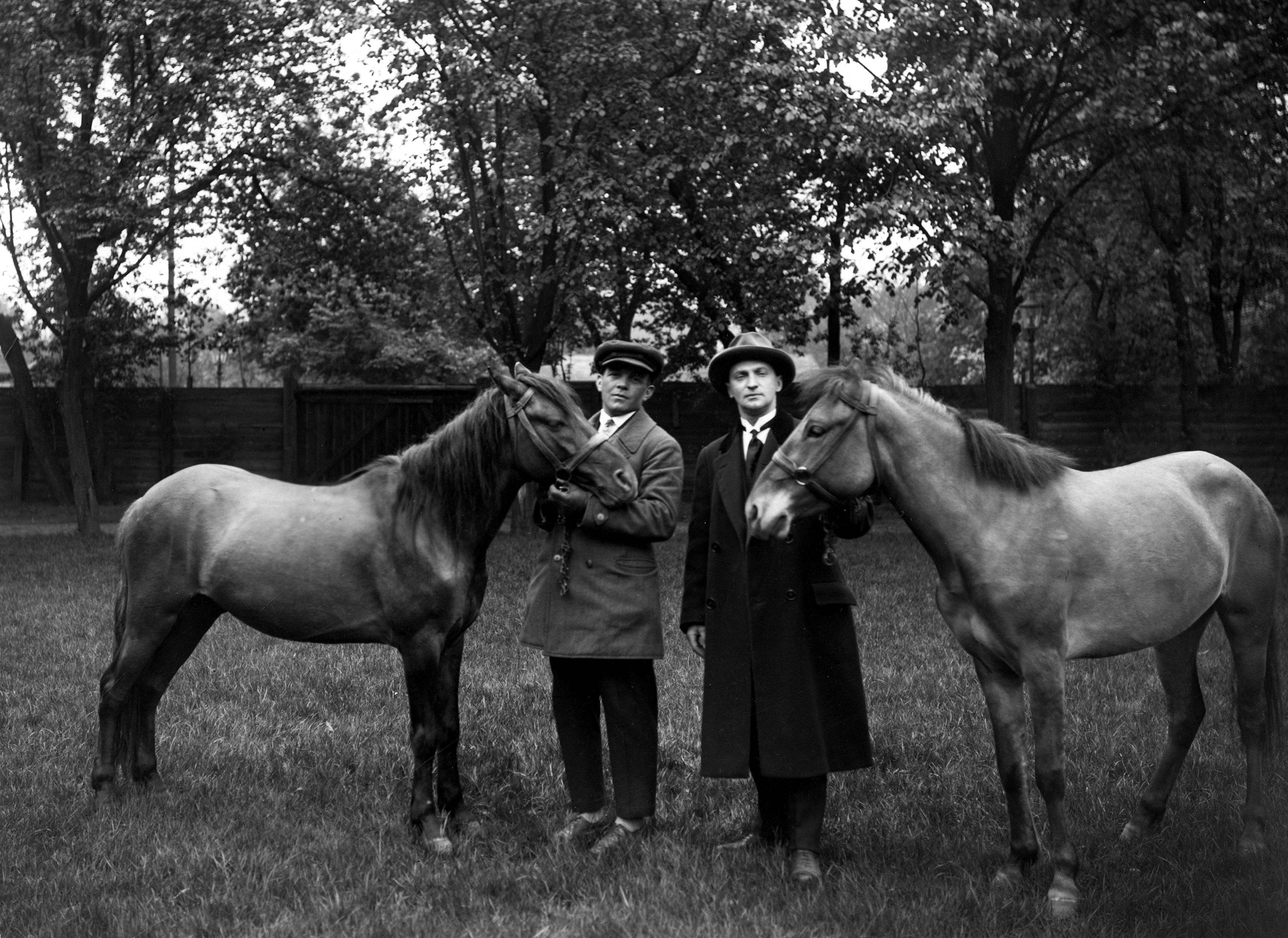
Ludwik Remiszewski (Powiatowy Lekarz Weterynarii w Biłgoraju) i prof. Tadeusz Vetulani z konikami polskimi, okres międzywojenny

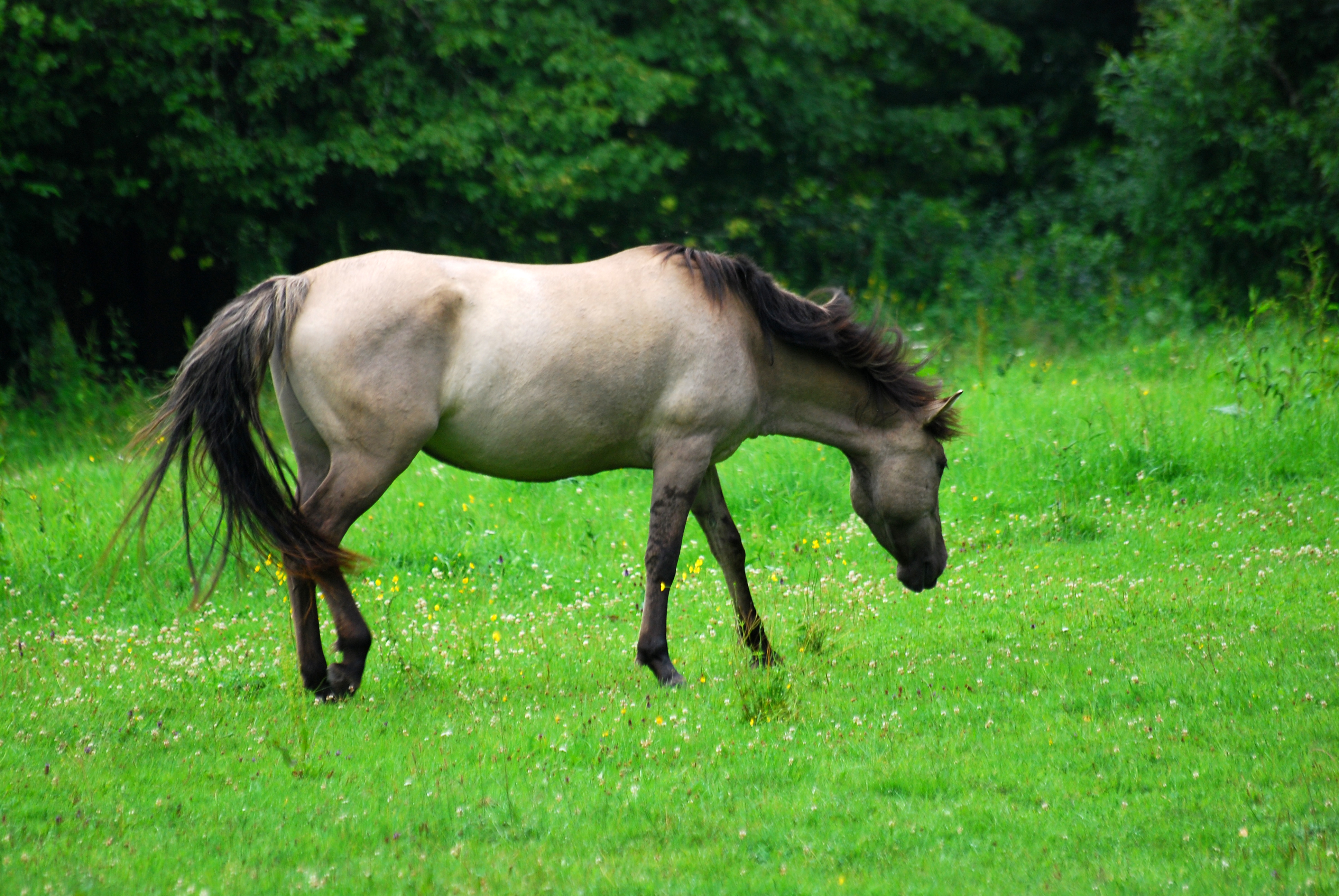
Konik polski w Białowieskim Parku Narodowym

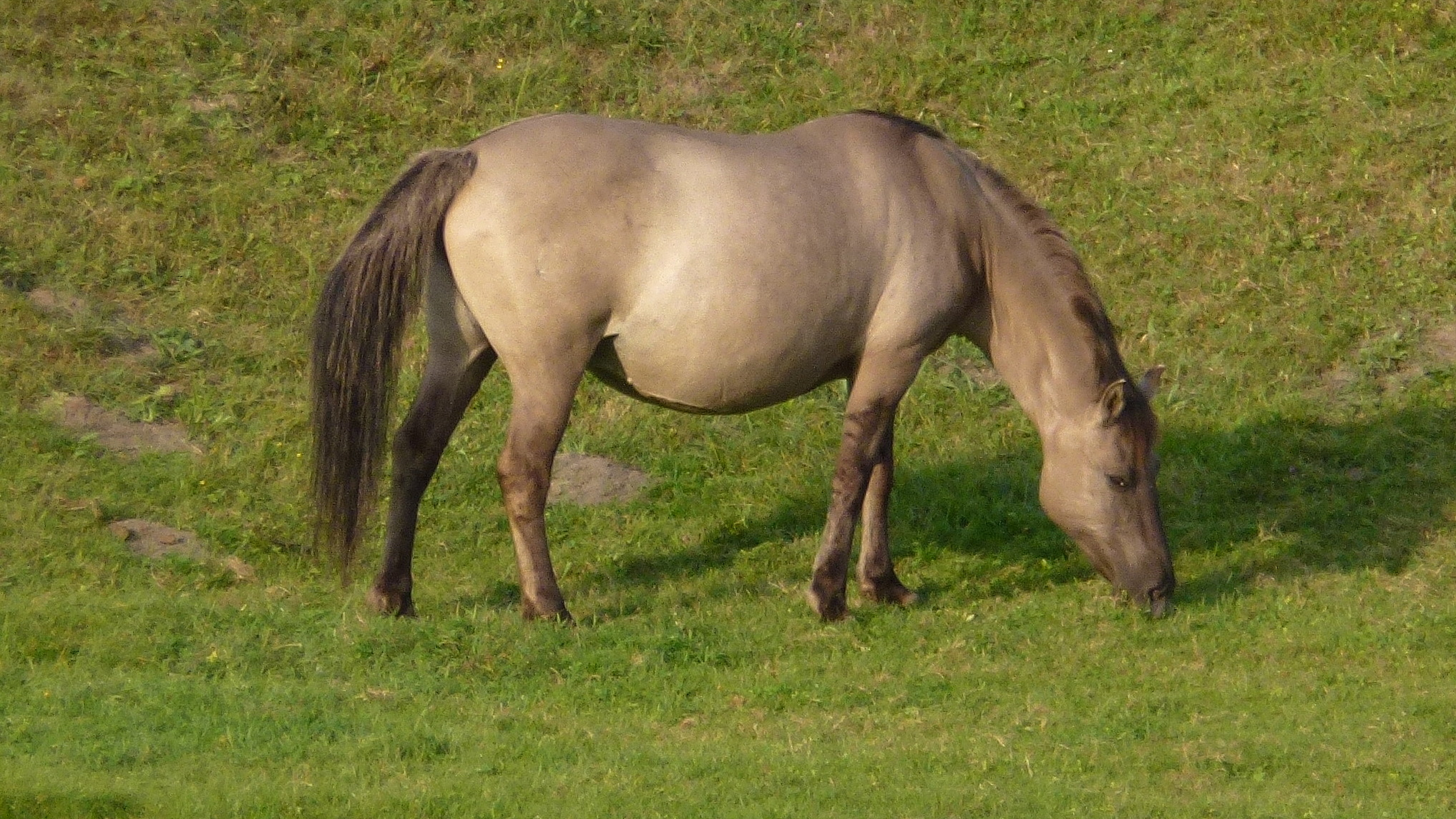
Konik polski w Roztoczańskim Parku Narodowym

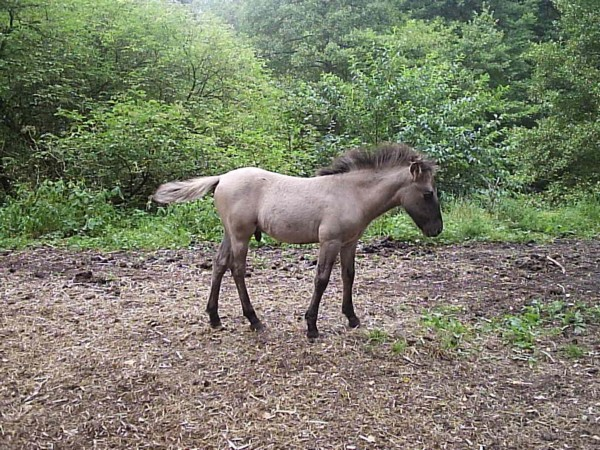
Źrebię (Stacja Doświadczalna w Stobnicy)

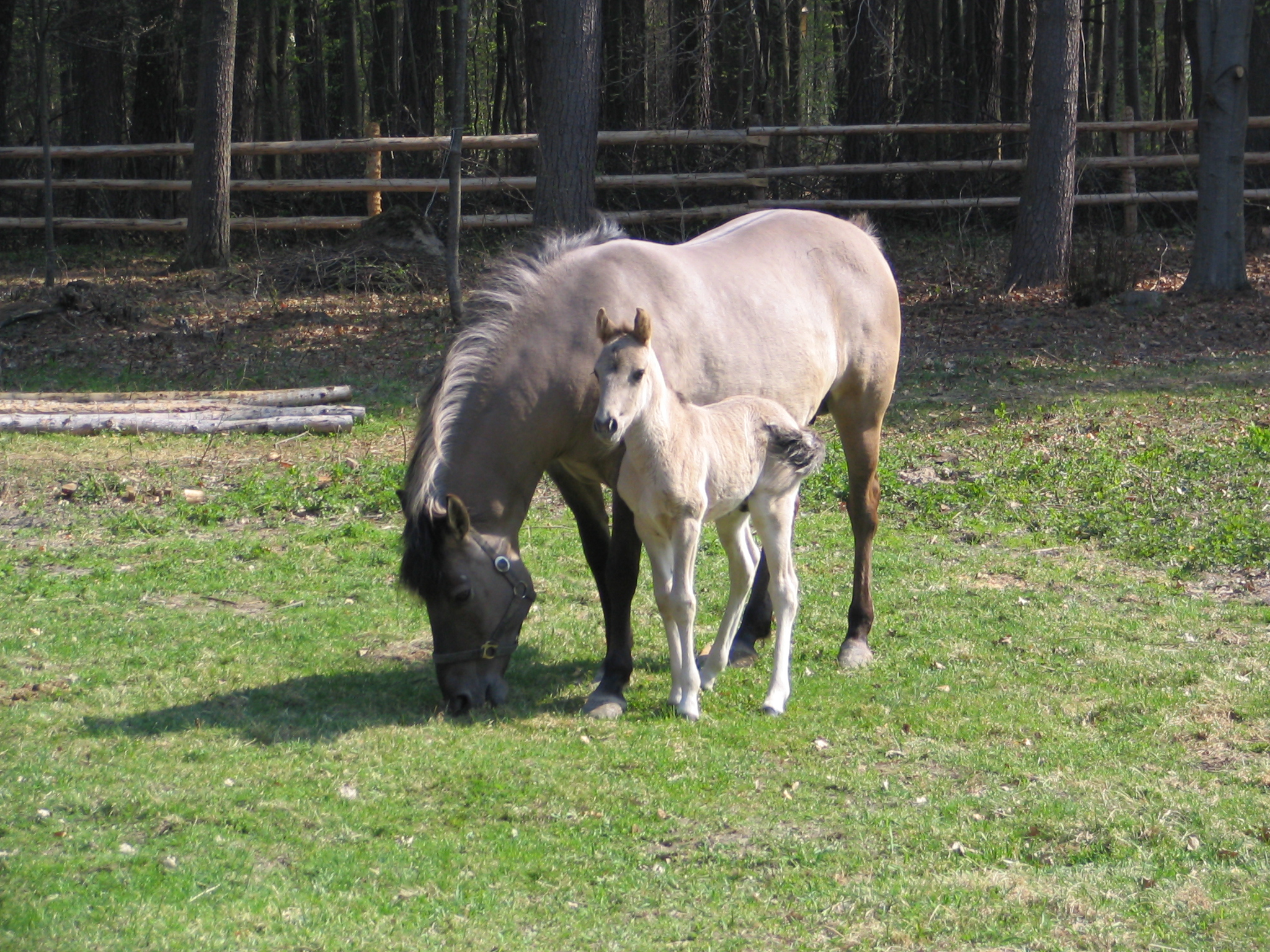
Klacz ze źrebięciem – Roztoczański Park Narodowy

Konik polski (również: Konik biłgorajski) – polska rasa konia późno dojrzewającego (3–5 lat) w typie konia prymitywnego, długowiecznego, odpornego na choroby i trudne warunki utrzymania. Koniki polskie mają twardy róg kopytowy, pozwalający pracować niepodkutym na twardym podłożu.

## Historia
Dzikimi przodkami koników polskich były tarpany, podobne do odkrytych w Azji przez rosyjskiego badacza Nikołaja Przewalskiego w 1876 roku koni Przewalskiego. Zamieszkiwały one do końca XVII wieku lesiste obszary wschodniej Polski, Litwy i Prus. W okolicach Puszczy Białowieskiej przetrwały do 1780 roku, kiedy to zostały odłowione i umieszczone w zwierzyńcu hrabiów Zamoyskich koło Biłgoraja. Około 1806 roku, z powodu panującej biedy, zostały one rozdane okolicznym chłopom. W 1914 roku Jan Grabowski i Stanisław Schuch opisali małe chłopskie myszate koniki z okolic Biłgoraja.

Pierwsze próby prowadzenia zorganizowanej hodowli koni prymitywnych, nazwanych konikami polskimi, zostały podjęte w Polsce w 1923 roku, w Państwowej Stadninie Koni w Janowie Podlaskim i w 1928 roku w Folwarku Dworzyszcze, należącym do Liceum Krzemienieckiego.

Profesor Tadeusz Vetulani wprowadził nazwę „konik polski”, wysunął także hipotezę o istnieniu odmiany leśnej tarpana. Dzięki jego staraniom w roku 1936 zaczęto odtwarzać konika o typowych dla tarpana cechach w warunkach rezerwatowych w Puszczy Białowieskiej. Wcześniej sprowadził konie z Biłgoraja. We wrześniu 1939 roku stado liczyło już 40 sztuk, jednak podczas II wojny światowej hodowla została zniszczona, a część koni została zrabowana i wywieziona do Rzeszy na potrzeby badań prowadzonych przez naukowców niemieckich. Po zakończeniu wojny rozpoczęto odbudowę hodowli z udziałem nielicznych koników rozproszonych po kraju i rewindykowanych z Niemiec (poza stadem białowieskim). W roku 1949 ocalałe zwierzęta trafiły do stadniny w Popielnie i tam też rozpoczęto powtórną ich hodowlę. W roku 1952 trafiła tam również grupka koników z Białowieży. W 1955 roku stadninę w Popielnie przejęła Polska Akademia Nauk, następnie podjęto przerwany eksperyment prof. Vetulaniego. W 1976 roku W.K. Gładenko, wykorzystując dane archeologiczne, osteologiczne i czaszkowe, doszedł do wniosku, że miejscowe konie Białorusi i Polski Wschodniej pochodziły z dzikich tarpanów leśnych, które miały wszystkie zewnętrzne cechy charakterystyczne dla koni północnego korzenia leśnego. W 2014 opublikowano inny pogląd co do pochodzenia koników polskich.

## Pokrój
Cechy pokroju:
- wysokość w kłębie koni dorosłych (klacze i ogiery): 130 – 140 cm[13] (134-136 cm[2]) (inne źródła[1]: do 132 cm);
- obwód klatki piersiowej: wartości minimalne koni dorosłych (klacze i ogiery) – 165 cm;
- obwód nadpęcia, wartości minimalne koni dorosłych: klacze – 16,5 cm, ogiery – 17,5 cm;
- masa ciała 300 – 400 kg[13].

Jest to prymitywny koń małego wzrostu (do 132 cm lub 134-136 cm). Ma silną i krępą budowę ciała. U osobników tej rasy proporcjonalne głowy o szerokim czole i prostym profilu są lekkie, usadowione na krótkiej, szerokiej i prostej nisko osadzonej muskularnej szyi. Na głowie są nieduże, grube uszy i żywe oczy. Kłąb jest mało wyraźny, łopatki krótkie, z kolei tułów dość długi, a grzbiet czasami łęgowaty. Konie mają głęboką klatkę piersiową, oraz pojemny, często obwisły brzuch i ścięty zad.  
Koniki polskie mają mocne, suche i krótkie kończyny o mocnym kośćcu, zdarza się, że o nieprawidłowej podstawie. Kopyta są nieduże, ale mocne. 

## Umaszczenie
Zwierzęta te zazwyczaj mają gęstą sierść umaszczoną myszato. Grzywa jest obfita i czarna. Głęboko osadzony ogon z nielicznymi jasnymi włosami. Na grzbiecie jest czarna pręga grzbietowa, również pręgi na stawach skokowych i nadgarstkowych, rzadko występuje pręga łopatkowa.

## Użytkowanie
Szczególne zalety koników polskich takie, jak dobre zdrowie, płodność, niewybredność pokarmowa, odporność, zaradność w trudnych sytuacjach, zdolności adaptacyjne, kompensacja wzrostu, a przy tym wytrwałość, łagodność, pojętność i dobre chody przyczyniły się do tego, że zaczęto ich wszechstronnie używać. Konik polski służył ludziom jako dobry koń roboczy w niedużych gospodarstwach rolnych i sadowniczych. Jako wytrwały niezawodny koń często używany był w transporcie. 

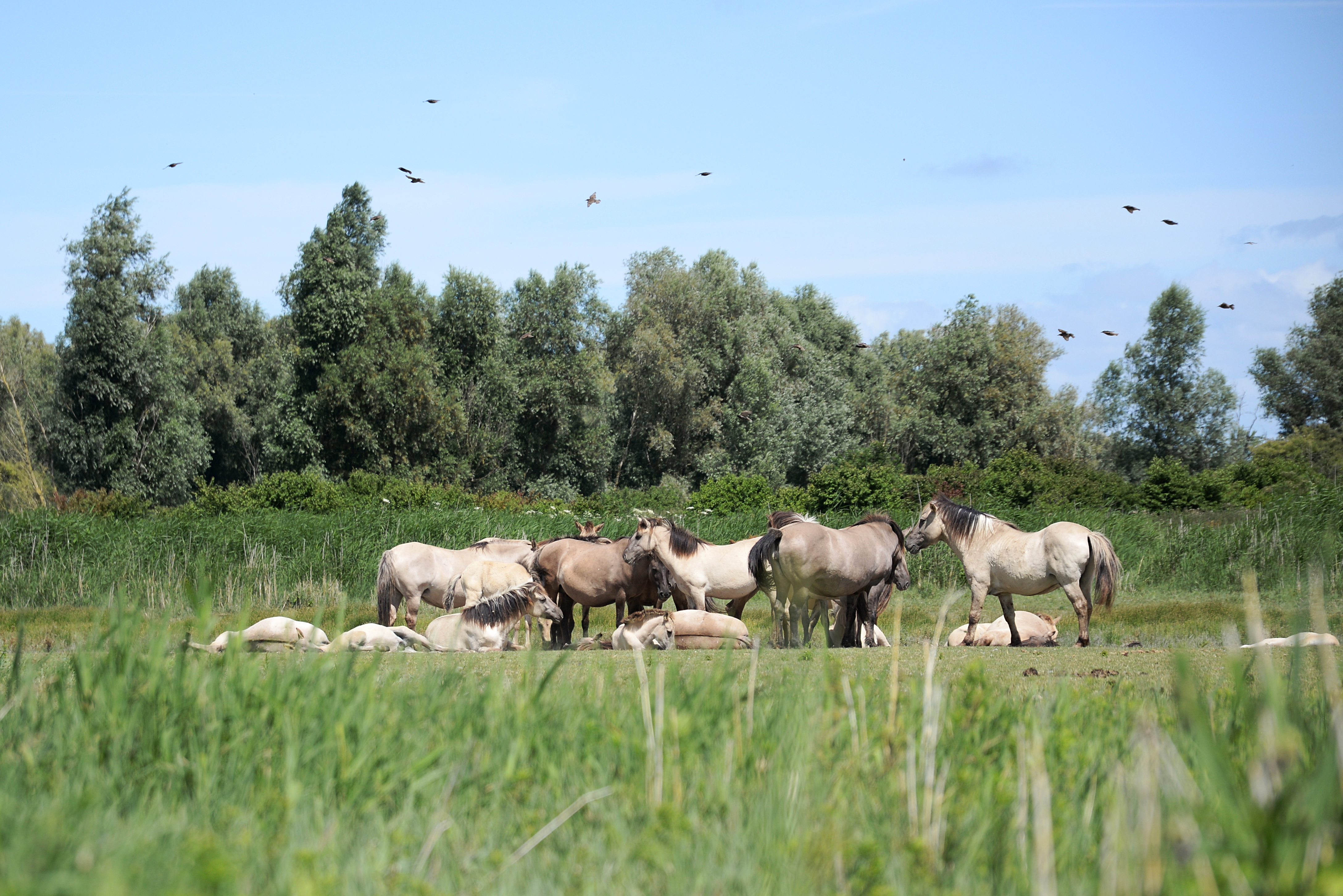
Koniki polskie w rezerwacie Oostvaardersplassen (Holandia), gdzie wykorzystywane są do pielęgnacji krajobrazu.

Te cechy koników polskich i różnorodność ich użytkowania przyczyniły się do ukształtowania małego konia, który przez okrągły rok nie wymagał chowu stajennego. Również wojsko zainteresowało się tym koniem. Zaczęto wykorzystywać go jako wierzchowca w jeździectwie rekreacyjnym, hipoterapii i ze względu na potulny i łagodny charakter, w pracy z dziećmi. Używa się go też jako konia pociągowego do lżejszych prac polowych oraz transportowych. Na początku lat 80. XX wieku konik polski znalazł jeszcze jedno zastosowanie, a mianowicie wykorzystanie go do pielęgnacji krajobrazu. Koniki poprzez selektywne wyjadanie roślin tworzą warunki do rozwoju zróżnicowanej flory i fauny. Wypas przyczynia się do większej różnorodności zasobów pokarmowych dla ptaków i większej dostępności kryjówek w obszarach pastwiska pomijanych przez konie. Dzięki temu powstają nisze chętnie zajmowane przez zwierzęta naturalnie występujące na danym obszarze (ptaki, bezkręgowce), co przyczynia się do podtrzymania lokalnej bioróżnorodności. Potencjał koników polskich w kształtowaniu krajobrazu doceniono również za granicą – obecnie koniki utrzymywane są w rezerwatach na terenie m.in. Holandii i Belgii
Współcześnie koniki polskie użytkuje się przede wszystkim:
- jako konie wierzchowe, zwłaszcza w rekreacji – w rajdach i wycieczkach konnych,
- w hipoterapii – ze względu na charakter i pokrój,
- w lekkich zaprzęgach,
- w hodowli, jako rezerwa genetyczna,
- w pielęgnacji krajobrazu poprzez wypasanie[17].

## Hodowla
Rasa konik polski wykazuje bardzo duże podobieństwo do wymarłego dzikiego konia tarpana, lecz nie jest genetycznie tą samą rasą (chociaż poza Polską koniki polskie bywają określane mianem tarpan).
W miejscowości Szklarnia koło Janowa Lubelskiego od 1986 funkcjonuje ostoja konika biłgorajskiego, zajmująca się hodowlą zachowawczą tej rasy. Hodowlą zachowawczą zajmuje się też gospodarstwo rolne w Kobylnikach koło Poznania, gdzie znajduje się ponad 100 sztuk koników.
Głównymi ośrodkami hodowlanymi są:
- w warunkach rezerwatowych: Popielno[2], Roztoczański Park Narodowy[2], Biebrzański Park Narodowy, Stacja Doświadczalna w Stobnicy prowadzona przez Uniwersytet Przyrodniczy w Poznaniu[13];
- w warunkach stajennych: Popielno[2], Stadnina Koni Racot[2] Stado Ogierów Sieraków[2], Stadnina Koni Dobrzyniewo[2]; Państwowa Stadnina Koni w Jeżewicach[1][4].

W październiku 2007 roku rozpoczęto program introdukcji konika polskiego w Bieszczadach. Konie umieszczono w zagrodzie adaptacyjnej na terenie dawnej wsi Radziejowa. Program przewidywał wypuszczenie koni na wolność po kilkuletnim okresie adaptacyjnym, służącym ukształtowaniu się tabunów i wytworzenia naturalnych stosunków stadnych w ich obrębie. Dzikie konie mają wypełniać niszę ekologiczną, jaką stanowią łąki, pastwiska oraz tereny leśne po wysiedlonych wioskach. Ich obecność ma zapobiegać zarastaniu gruntów rolnych roślinami krzewiastymi i drzewami.

Logo Roztoczańskiego Parku Narodowego

## Symbol
Konik polski jest symbolem utworzonego w 1974 Roztoczańskiego Parku Narodowego (jego stylizowana sylwetka znajduje się w logo parku).

## Upamiętnienie
6 marca 1989 roku Poczta Polska wyemitowała serię znaczków „Konie”. Była to seria sześciu znaczków. Najdroższy znaczek tej serii o numerze 3047 i wartości 70 PLZ przedstawiał konika polskiego. Nakład znaczka wyniósł półtora miliona sztuk, a projektantem był Henryk Chyliński. 24 lutego 2014 roku Narodowy Bank Polski wprowadził do obiegu monety z serii „Zwierzęta świata” – konik polski o nominałach 20 zł i 2 zł.